# 夏鼎湖
夏鼎湖（1944年7月—），中共党员，中专学历，高级工程师，现任中鼎股份董事长。
夏鼎湖是中国橡胶工业协会主席团成员，中国橡胶工业协会橡胶制品分会理事长，中国液压气动密封件工业协会常务理事。先后荣获“全国企业改革家”、“全国劳动模范”、“全国500名企业创业者”、“全国优秀企业家、经理”、“全国优秀乡镇企业家”、“优秀中国特色社会主义事业建设者”等荣誉称号。
2008年，夏鼎湖以22亿元财富成为安徽首富，位列《胡润百富榜》第372位。2010年，夏鼎湖以30亿元财富再次问鼎安徽首富，位列《胡润百富榜》第465名。

## 家庭
- 女儿：夏玉洁，中鼎集团董事、中鼎橡塑制品有限公司的总经理，全国人大代表[4]。